# Квейце-Нові
Квейце-Нові (пол. Kwiejce Nowe) — село в Польщі, у гміні Дравсько Чарнковсько-Тшцянецького повіту Великопольського воєводства.
Населення — 111 осіб (2011).
У 1975-1998 роках село належало до Пільського воєводства.

## Демографія
Демографічна структура станом на 31 березня 2011 року:
|          | Загалом | Допрацездатний вік | Працездатний вік | Постпрацездатний вік |
| -------- | ------- | ------------------ | ---------------- | -------------------- |
| Чоловіки | 57      | 12                 | 33               | 12                   |
| Жінки    | 54      | 13                 | 28               | 13                   |
| Разом    | 111     | 25                 | 61               | 25                   |